# Томашевич, Александр Владимирович
Александр Владимирович Томашевич (13 июня 1930, Минск) — белорусский географ, экономико-географ, геолог, доктор географических наук (1984), профессор (1988).

## Биография
В 1949—1954 гг. — обучался на географическом факультете БГУ, после окончания — с 1954 до 1960 гг. работал в системе Белглавгеологии на должности от прораба-геолога до начальника партии геологогидрогелогической экспедиции. Затем два года в Госплане БССР он занимается планированием геологоразведочных работ на нефть и твердые полезные ископаемые, региональных съемочных и поисковых работ. С 1962 г. А. В. Томашевич — аспират института экономики АН Беларуси, где в 1965 г. защитил кандидатскую диссертацию. Дальнейшая его работа долгие годы была связана Белорусским научно-исследовательским геологоразведочным институтом (БелНИГРИ). В 1979 г. он был назначен заместителем директора БелНИГРИ по научной работе. В 1984 г. успешно защитил докторскую диссертацию по проблемам эффективности подготовки и хозяйственного использования минеральных ресурсов Беларуси.
В 1987 г. А. В. Томашевич был избран по конкурсу на должность заведующего кафедрой экономической географии зарубежных стран. В 1988 г. ему было присвоено звание профессора. С 2002 по 2014 гг. работал в должности профессора кафедры экономической географии зарубежных стран.
За добросовестный труд и успехи в работе А. В. Томашевич награжден Почетной грамотой Верховного Совета БССР, знаком «Отличник разведки недр», грамотой и серебряным знаком 27 Международного геологического конгресса, почетными грамотами.

## Вклад в науку
Научные интересы профессора реализованы в развитие теоретических и прикладных исследований в области экономической геологии и экономической географии как научной основы территориальной организации общественного производства. Результаты его научных трудов, информационно-аналитических и методических разработок заложены в личных и коллективных монографических изданиях, статьях и тезисах докладов на различных научных.
А. В. Томашевич много сил и времени уделяет проблемам развития минеральной базы Беларуси. Он является научным соруководителем и ответственным исполнителем научного прогноза «Основные направления развития минерально-сырьевой базы Белорусского экономического района на перспективу до 1990 г.» (1971 г.); рада разделов в общереспубликанских программах по развитию народного хозяйства и ускорению научно-технического прогресса.